# Avalon (Hvězdná brána)
Avalon je 1. a 2. epizoda 9. řady sci-fi seriálu Hvězdná brána.

## Část první
S odchodem generála Jacka O'Neilla, vstupuje SGC do nové éry. Novým velitelem je jmenován generál Hank Landry, a velitelem SG-1 se stává podplukovník Cameron Mitchell.
A právě tehdy přichází Hvězdnou bránou zlodějka Vala Mal Doran. Motivována její nenasytnou touhou po zisku, Vala přišla s ukradenou tabulkou, kterou může dešifrovat pouze Dr. Daniel Jackson. Vala je přesvědčena, že tabulka obsahuje klíč k ukrytému pokladu, zatímco Daniel je přesvědčen, že mu Vala přišla udělat ze života peklo. Na žádost Camerona Mitchella, Daniel souhlasí se setkáním s Valou.
Bohužel, tabulka není jediný artefakt, který Vala ukradla. Přinesla s sebou dva prastaré Jaffské náramky. Teal'c vysvětluje, že kdysi sloužily k spoutání vězňů s jejich dozorci, aby jim zabránily v útěku. Ještě než má Daniel šanci něco říci, Vala připevní jeden z náramků na jeho zápěstí a druhý na své.
Poté, co se Dr. Lee snaží avšak nedokáže odstranit pouta, Daniel rezignuje a vyhovuje žádosti Valy a rozluští tabulku. Jeho překlad vede pár, spolu s Mitchellem a Teal'cem, do hluboké a staré jeskyně na Zemi. Zde jim hologram Merlin řekne, že jen pravdou získají přístup k pokladům Antiků. V jeskyni je meč zabodnutý v kameni, ale Mitchell jej není schopen vytáhnout. Rozhodnou se tedy prozkoumat jeskyni, Daniel a Vala jdou vpravo a Mitchell a Teal'cem se dají doleva. Na obou cestách jsou místnosti, které se rozsvítí při vstupu. V obou místnostech je zámek s hádankou, a automaticky zavřené dveře. Navíc se začíná sesouvat strop a obě dvojice musí vyřešit hádanky dříve, než budou rozdrceni.

## Část druhá
Daniel Jackson a Cameron Mitchell jen několik sekund před sesunutím stropu rozluští starověkou hádanku a zachrání se. Potom ještě musí podstoupit šermířský souboj s nelidským rytířem, aby získali přístup do jeskyně s obrovským pokladem. Uprostřed zlata a drahokamů, odkrývá Daniel hromadu knih, napsaných zřejmě Antiky. Říkají fantastický příběh: velmi pokročilí Antikové se kdysi nazývali Alterané, a možná se vyvinuli v daleké galaxii. Mez různými poklady najde Daniel kus starověkého zařízení, o kterém se domnívá, že je komunikační zařízení. Daniel přesvědčuje Mitchella a Hanka Landryho, aby mu dovolili zařízení otestovat.
Během několika sekund, Daniel i Vala, jejichž životy jsou stále svázány Jaffskými náramky, upadnou do bezvědomí. Cameron Mitchell usuzuje, že je to špatné znamení, a dá oba pod lékařský dohled. Teal'c se nezúčastní zasedání nové Jaffské rady, ale zůstává se svým přítelem Danielem.
Mezitím se Daniel a Vala nacházejí v tělech manželského páru na vzdálené planetě. Oba vesničané jsou oddaní věřící všemocných a nemilosrdných bytosti zvaných Oriové. Co je horší, dva lidé, jejichž těla Daniel a Vala obývají jsou podezřelí z kacířství proti těmto tajemným bohům.
Netrvalo dlouho, Vala skončí připoutána k obětnímu oltáři. Má být upálena správcem vesnice a jeho fanatickými následovníky. Daniel nemůže dělat nic než sledovat v hrůze, jak se plameny blíží k Vale.
Zpátky na Zemi, Mitchell a ostatní sledují na přístrojích, jak Vala umírá. Když Daniel objímá Valino zuhelnatělé tělo, objeví se muž, který drží ozdobenou hůl a blíží se k oltáři. Hůl začne zářit, a Daniel sleduje v úžasu, jak se Vala vrací zpět k životu. Daniel muži děkuje, ale on odpoví: "Děkuj Oriům". Muž jim poručí, aby jej následovali z náměstí a Daniel s Valou jej následují.